# Executive Outcomes

Logo des ehemaligen Unternehmens Executive Outcomes

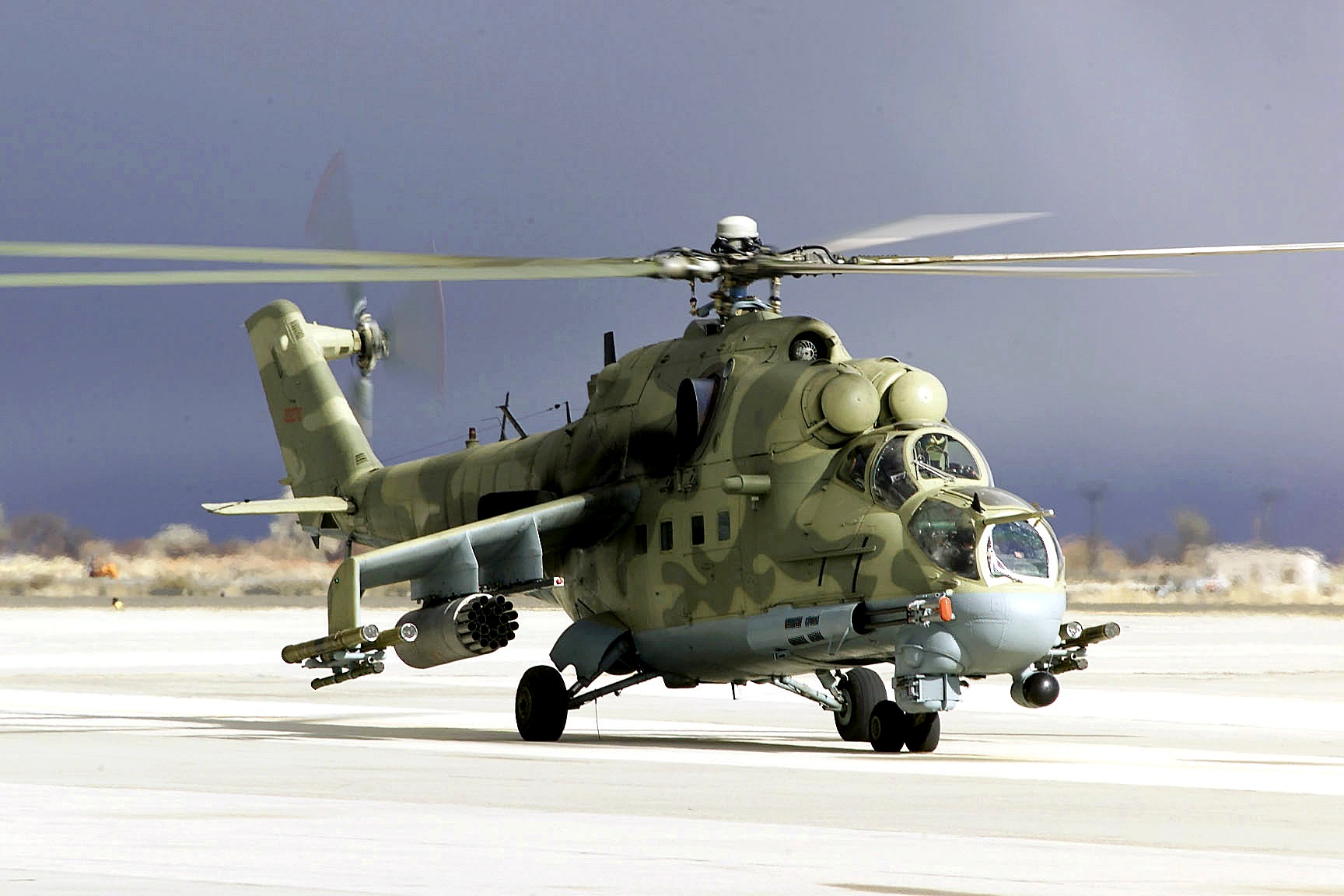
Executive Outcomes kämpfte in den afrikanischen Bürgerkriegen mit ehemaligen südafrikanischen Spezialkräften, die ehemals sowjetische Waffensysteme benutzten (hier ein Mil-Mi-24-Kampfhubschrauber (Hind)).

Executive Outcomes (EO) war ein privates Sicherheits- und Militärunternehmen, das Söldner und militärisches Material für den weltweiten militärischen Einsatz zur Verfügung stellte. EO setzte sich aus Mitgliedern ehemaliger Eliteeinheiten der südafrikanischen Armee zusammen, die nach dem Ende der Apartheid im demokratischen Südafrika keine militärpolitische Funktion mehr hatten.
Innerhalb weniger Jahre wurde Executive Outcomes Teil eines globalen Netzes aus Militärdienstleistern, Bergbau- und Ölunternehmen, das in Pretoria, London und in einigen Steueroasen seine Stammsitze hatte. Anfang 1999 löste sich das Unternehmen offiziell auf. Das Netz existierte aber in Unternehmen wie Lifeguard und Ibis Air fort. Executive Outcomes wurde durch spektakuläre und weit publizierte Einsätze in Angola und Sierra Leone zu einem bekannten Beispiel für moderne globale Militärunternehmen.

## Gründung und frühe Jahre

### Grundlagen in der südafrikanischen Armee
Hintergrund für die Gründung waren die politischen Reformbestrebungen in der Spätphase der Apartheid in Südafrika und die damit einhergehende Umgestaltung des politischen Systems. Aus dieser folgte ein Umbau der südafrikanischen Streitkräfte. 1989 begann die südafrikanische Regierung ihre Spezialeinheiten aufzulösen, die sowohl im Bürgerkrieg in Angola als auch im Innern des Landes zur Bekämpfung politischer Opposition, insbesondere des Afrikanischen Nationalkongresses (ANC) eingesetzt wurden.
Unter diesen Einheiten befanden sich das 32-Bataljon, die Koevoet und das Civil Cooperation Bureau (CCB). Das 32-Bataljon hatte im angolanischen Bürgerkrieg die antikommunistische UNITA unterstützt, um einen Sieg der von kubanischen Truppen sowie sowjetischen und nordkoreanischen Spezialisten unterstützten MPLA zu verhindern. Das 32-Bataljon war militärisch effektiv – es hatte das beste Verhältnis getöteter Gegner zu eigenen Verlusten der südafrikanischen Armee –, wurde aber später vor der Wahrheitskommission zahlreicher gravierender Verletzungen der Menschenrechte angeklagt. Die Koevoet war eine südafrikanische Antiterroreinheit, die in Südwestafrika (Namibia) operierte. Das Civil Cooperation Bureau hatte mit Hilfe von Scheinunternehmen die internationalen Waffenembargos gegen Südafrika zu umgehen versucht und mehrere Anschläge auf Führungskräfte des ANC in Westeuropa verübt.
Der Gründer Eeben Barlow war kommandierender Offizier der Aufklärungseinheit des 32-Bataljons und arbeitete später für die Westeuropa-Sektion des CCB und vermutlich für die Armaments Corporation of South Africa. Dabei soll er sowohl am Waffenhandel beteiligt gewesen sein als auch Mordkommandos gegen einzelne, sich in Europa aufhaltende ANC-Führer geplant haben. Er war daran beteiligt, Desinformationen über den ANC auszustreuen; beispielsweise in Großbritannien die Behauptung, dass ANC und IRA eng zusammenarbeiten würden.

### Erste Jahre
Seine Erfahrungen in südafrikanischen Militär- und Nachrichtendienststrukturen, wo er nicht nur unmittelbare Kampferfahrung, sondern auch umfangreiche Kontakte im Waffenhandel und verwandten Branchen sammelte, konnte Barlow erfolgreich für Executive Outcomes einsetzen. Er verfügt über Kenntnisse in Öffentlichkeitsarbeit und das organisatorische Wissen, um später das international verzweigte und nur schwer nachzuvollziehende Unternehmensnetz um Executive Outcomes aufbauen zu können. Aus den ehemaligen Soldaten seiner früheren Militäreinheiten rekrutierte er die ersten EO-Mitarbeiter. Innerhalb kurzer Zeit standen Executive Outcomes 500 militärische Berater und 3000 Mann Spezialkräfte zur Verfügung.
In seinen ersten Jahren funktionierte EO noch als privatisierter Teil des Apartheid-Südafrikas. Das Unternehmen spionierte ANC-Führungspersonal aus und bildete die Spezialeinheiten der South African Defence Force aus. Zu dieser Zeit boten sie auch noch Leistungen an, zu denen sie in späteren Jahren jede Beziehung abstritten:
- Unterstützung „geheimer Kriegführung“
- Training von „Freiheitskämpfern“
- Beschaffung „jeder Art von Waffen und Ausrüstung“
- Durchführung „geheimer Sabotageakte“
- „… einzelne Aktionen in Gebieten hinter der Front“
- Durchführung „politischer Propagandaaktionen“
- „… totaler Guerillakrieg hinter den feindlichen Linien“[3]

Aus dieser Zeit stammen noch die ersten Kontakte zu Bergbauunternehmen, sowohl im angloamerikanischen Raum als auch zu Südafrikas Diamantengiganten De Beers.

### Haltung Südafrikas
Führungspersonal und Soldaten von Executive Outcomes setzten sich vor allem aus den militärischen Eliten des südafrikanischen Apartheidsstaats zusammen. Diese hatten vor allem in Antiaufstandseinheiten der alten Regierung gedient und so entweder direkt gegen den ANC oder gegen enge Verbündete des ANC gekämpft. In seinen ersten Jahren unterstützte Executive Outcomes die Machteliten des alten Staats weiter. Trotzdem gelang es ihnen, über mehrere Jahre von der neuen südafrikanischen Regierung toleriert zu werden. Als Executive Outcomes seine Aktionen internationalisierte, verkündete es offiziell, nur noch „legitime Regierungen“ zu unterstützen, die der neuen südafrikanischen Regierung politisch entsprachen. So kam es, dass das 32-Bataljon noch bis 1989 mit der UNITA gegen die angolanische Regierung kämpfte, Executive Outcomes ab 1993 mit der angolanischen Regierung gegen die UNITA.
Die offizielle Position zum Unternehmen fasste Kader Asmal, damals südafrikanischer Minister für Wasserressourcen und Vorsitzender des nationalen Komitees für Waffenverkäufe, 1996 zusammen: „Ich denke, wenn ausländische Streitkräfte militärisches Personal anheuern, sollte dies genauso reguliert werden wie Waffenverkäufe. … Man reguliert es im Verhältnis zur Legitimität der Regierung und im Verhältnis dazu, wie demokratisch sie ist und in welchem Maße sie die Menschenrechte akzeptiert. Ich sehe keinen Unterschied zwischen Waffenexporten und militärischer Beratung oder militärischen Dienstleistungen. Sie sind dasselbe.“ Diese Position hielt die Regierung auch durch, als die Organisation für Afrikanische Einheit zunehmend Druck auf Südafrika ausübte, um die Aktivitäten von EO zu beschränken.
Nicht offiziell verkündete die südafrikanische Regierung, dass sie es gerade in den turbulenten Zeiten der Transition zum „neuen Südafrika“ nicht ungern sah, wenn die militärischen Eliten des Apartheidsstaats sich nicht beschäftigungslos in Südafrika aufhielten. So lange sie in anderen Teilen des Kontinents Geld verdienten, konnten sie den Transitionsprozess nicht stören. Erst als sich das neue Südafrika stabilisiert hatte, verschärfte Südafrika seine Gesetze gegen Söldnerunternehmen und ging so gegen EO vor.

## Einsätze

### Erster Einsatz in Angola: Das Unternehmen expandiert

Karte Angolas

International bekannt wurde das Unternehmen durch seinen ersten Einsatz in Angola. Barlow wurde vom britischen Geschäftsmann Tony Buckingham beauftragt, die Öllager von Kefekwena und die Ölstadt Soyo in Nordwestangola zurückzuerobern. Buckingham war Aufsichtsratsmitglied mehrerer nordamerikanischer Ölunternehmen und Gründer und Inhaber von Heritage Oil and Gas in London. Die Ölfelder gehörten Heritage Oil und waren im März 1993 von der UNITA überrannt und besetzt worden.
Nachdem die angolanische Armee, die Forças Armadas Angolanos (FAA), nicht in der Lage war, das Lager zurückzuerobern, verpflichtete Buckingham Executive Outcomes. Das Unternehmen stellte eine Gruppe von 50 Offizieren und Unteroffizieren zusammen. Die Executive-Outcomes-Angestellten organisierten einen Angriff von 600 Mann der angolanischen Armee. Die Rückeroberung des Gebiets gelang innerhalb kürzester Zeit mit minimalen Verlusten dreier Verwundeter. EO sicherte das Lager in den nächsten Monaten. Während die UNITA sofort die angolanische Regierung beschuldigte, weiße Söldner eingesetzt zu haben, sprach diese erst von einem gemischtrassigen Sicherheitsdienst. Erst als die militärische Ausrüstung und Mannstärke der Truppe bekannt wurde, gab Angola Einzelheiten zum Einsatz und den beteiligten Truppen bekannt. Die Aktion sorgte für Unruhe sowohl bei ehemaligen Angehörigen der südafrikanischen Armee als auch bei der UNITA. Beide fühlten sich von ihren ehemaligen Kampfgenossen verraten. Zugleich demonstrierte es aber den militärischen Unterschied, den selbst eine kleine Truppe machen konnte, wenn sie aus EO-Personal bestand. Der Unterschied wurde auch dadurch deutlich, dass die UNITA die Ölfelder zurückerobern konnte, nur kurz nachdem EO das Gebiet wieder verlassen hatte.
Dem schloss sich ein Auftrag an, die Diamantenmine von Canfunfo in Lunda Norte zu bewachen. Für etwa 40 Millionen US-Dollar besorgte EO Männer und militärische Ausrüstung. Obwohl offiziell als Berater eingestellt, war die Erlaubnis, Präventivschläge gegen die UNITA auszuführen, auch Teil des Vertrags, den EO mit stillschweigendem Wohlwollen der Regierung ausgiebig ausnutzte.

### Zweiter Einsatz in Angola
Executive Outcomes gelang der internationale Durchbruch, als die Regierung Angolas das Unternehmen im September 1993 direkt für ein Jahr verpflichtete. Unter der Vermittlung Buckinghams und des ehemaligen Special-Air-Service-Manns Simon Mann suchte die MPLA, die den Bürgerkrieg in Angola zu verlieren drohte, ein Militärunternehmen, das die UNITA kannte. Die Rechnungen von EO wurden teilweise vom staatlichen angolanischen Ölunternehmen Sonangol bezahlt, und inoffiziell durch Konzessionen an Buckinghams Ölunternehmen erweitert.
Executive Outcomes, die wahrscheinlich mit einer Truppe mehrerer Tausend Mann im Einsatz war, trainierte und unterstützte seinen ehemaligen Bürgerkriegsgegner, die Forças Armadas Angolanos im Kampf gegen ihre ehemaligen Mitstreiter der UNITA. Die FAA baute die 16. Brigade wieder auf, die ironischerweise von den südafrikanischen Truppen in den 1980er-Jahren aufgerieben worden war. Durch die langjährige Kampferfahrung auf verschiedenen Seiten des Konflikts gelang es den Angolanern und ihren Beratern, alte Fehler ausfindig zu machen und neue Strategien gegen die UNITA zu entwickeln. 5000 Mann der angolanischen Armee und 500 EO-Söldner kämpften nach Aufbau und Training der Brigade als Speerspitze im Kampf der angolanischen Regierung bei der Rückeroberung des Landes.
Den gemeinsamen FAA/EO-Truppen gelang es, die gesamten Ölfelder des Landes ebenso wie die Diamantminen unter ihre Kontrolle zu bringen. Sie setzten neue Artillerietaktiken ein, ebenso wie sie das erste Mal in der 30-jährigen Geschichte des Angola-Kriegs gezielt bei Nacht kämpften, um ihren Gegnern keine Ruhepausen zu gönnen. Der Einsatz von EO war maßgeblich daran beteiligt, die UNITA so weit zu schwächen, dass sie 1994 das Lusaka-Protokoll unterschrieb, das den Bürgerkrieg im Land beendete. Sie unterschrieb nur unter der Bedingung, dass Executive Outcomes das Land verließ. Unter den unsicheren Friedensbedingungen blieb EO allerdings im Land, bis Bill Clinton Ende 1995 persönlich Lobbyarbeit dafür leistete, dass Executive Outcomes Angola im Dezember 1995 verließ.

#### Öffentlichkeitsarbeit
Nach seinen Erfolgen in Angola begann Executive Outcomes 1994 eine umfangreiche Öffentlichkeitsarbeit. Es lud Journalisten vieler internationaler Zeitschriften sowie von CNN, BBC und Sky nach Angola ein. Ein EO-Tochterunternehmen flog die Journalisten direkt von Pretoria nach Angola, wo Barlow und andere Offiziere ihnen das gemeinsame Training von EO und FAA zeigten. Das Tochterunternehmen Gemini Video Productions drehte Promotionvideos, welche die Fernsehsender in ihre Berichte schneiden konnten. Jede Teilnahme an echten Kampfhandlungen, ebenso wie eine Beteiligung von EO an der Erdölförderung stritten sie ab. Diese Öffentlichkeitskampagne half EO, einen international bekannten Markennamen zu etablieren und half bei der Akquise späterer Aufträge.

### Sierra Leone

#### Entstehung des Bürgerkriegs

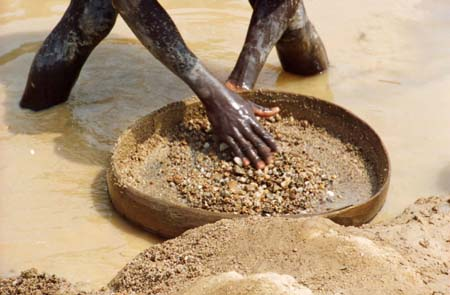
Diamantensuche in Sierra Leone

Das an Bodenschätzen reiche Sierra Leone befand sich durch jahrzehntelange Korruption und Mangelwirtschaft Anfang der 1990er-Jahre auf dem letzten Platz des Index der menschlichen Entwicklung. Im März 1991 begann die Revolutionary United Front (RUF) unter Foday Sankoh mit Unterstützung von Charles Taylor von Liberia aus in das Land einzumarschieren und Sierra Leone mit einem Bürgerkrieg und einer „Kampagne des Terrors“ zu überziehen. Die RUF sollte vor allem Taylors Zugriff auf die Diamantenminen in Sierra Leone sichern (siehe auch Blutdiamant).
Die RUF begann Menschen zu rekrutieren, die mit dem Regime unzufrieden waren und zeichnete sich durch eine selbst für afrikanische Bürgerkriegsverhältnisse ungewöhnliche Brutalität aus. Neben dem Einsatz vorher entführter Kindersoldaten machten es sich die RUF-Truppen zur Angewohnheit, Dorfälteste und andere lokale Führer zu köpfen und ihre Köpfe am Dorfeingang aufzuspießen. Die Amputation von Armen oder Beinen wurde zum Erkennungszeichen der RUF. Sie trafen dabei auf eine sierra-leonische Armee, die jahrzehntelang geschwächt worden war, um keinen inneren Machtfaktor darzustellen. Im Anblick der Gefahr rekrutierte sie rasch einfach verfügbare Kräfte wie Kriminelle oder Straßenkinder ohne militärische Kampferfahrung und stattete sie zur Loyalitätssteigerung jeweils mit Tagesrationen an Rum und Marihuana aus. Da die Bezahlung ansonsten schlecht war, ging auch die reguläre Armee bald dazu über, Dörfer zu plündern und Offiziere zu erschießen, wenn sie reguläre Kampfeinsätze forderten.

#### Executive Outcomes greift ein

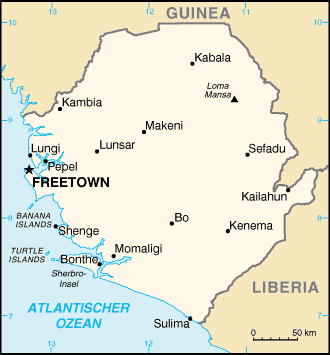
Karte Sierra Leones

1995 versuchte die Regierung schließlich ein anderes Söldnerunternehmen, Gurkha Security Group, anzuheuern. Dieses zog sich aber schnell aus dem Land zurück, nachdem es bei einem Hinterhalt schwere Verluste erlitten hatte. Da die militärisch mächtigen Staaten der Erde wie die USA und Großbritannien, aber auch die Vereinten Nationen, militärische Hilfe verweigerten, verpflichtete der damals 27-jährige Präsident Valentine Strasser im April 1995 EO. Er hatte das Unternehmen durch Berichte in Newsweek, Soldier of Fortune und wahrscheinlich auch durch die Vermittlung Tony Buckinghams kennengelernt. Da Sierra Leone aber weder das Honorar von 15 Millionen US-Dollar noch die notwendige Vorauszahlung leisten konnte, legte Tony Buckingham das Geld im Gegenzug für spätere Minenkonzessionen im Diamantengebiet von Koidu (ehemals Kono) aus. Die Konzession ging an Branch Energy Sierra Leone, ein Unternehmen, an dem Branch Energy 60 Prozent, die sierra-leonische Regierung 30 Prozent und ein privater Investor aus Sierra Leone 10 Prozent der Anteile halten. Die durch den EO-Einsatz gewonnenen Schürfrechte bringen einen Ertrag von etwa 200.000 Karat an Diamanten im Jahr (ca. 100 Kilogramm).
Die regulären Truppen Sierra Leones empfanden Executive Outcomes als Bedrohung für ihre Stellung und arbeiteten nur widerstrebend mit dem Unternehmen zusammen. Dennoch gelang es EO mit geschätzten 150 bis 200 Mann sowie mit russischen Kampfhubschraubern innerhalb von neun Tagen, die Rebellen aus der Hauptstadt zu vertreiben und 130 Kilometer zurückzuschlagen. Zwei Tage später hatten sie die wichtigste Devisenquelle des Landes, die Diamantminen von Koidu, zurückerobert. Insgesamt konnten durch den Einsatz von EO etwa 300.000 Flüchtlinge wieder in ihre Heimat zurückkehren. Gebiete allerdings, die keine Rohstoffe enthielten, ignorierte EO, so dass auch die Zivilbevölkerung dort weiter sehr verwundbar gegenüber den Rebellen war.
EO setzte massiv auf den Einsatz von Kampfhubschraubern, die vorher im Konflikt keine Rolle gespielt hatten. Darüber hinaus gelang es ihnen, gute Beziehungen zu lokalen Milizen herzustellen; EO konnte so auf das Informationsnetzwerk zurückgreifen, das im ländlichen Raum Sierra Leones bestand. Außerdem griff das Unternehmen ein Konzept auf, das unter anderem schon für die südafrikanischen Koevoet-Einheiten im Kampf gegen die Befreiungsbewegungen Namibias erfolgreich gewesen war: Sie bildeten einheimische Jäger der Mende aus; die dann Kamajohs genannten Einheiten waren exzellente Spurensucher, die mit der Gegend vertraut waren und auf Rückhalt in der einheimischen Bevölkerung bauen konnten. Allerdings schufen sie damit langfristig einen weiteren militärischen Machtfaktor, der die Lage im Land weiter destabilisierte.
Da die EO-Söldner in Uniformen der Armee Sierra Leones auftraten, ein großer Teil der Truppe Schwarze waren und die weißen Söldner ihre Gesichter schwärzten, dauerte es einige Zeit, bis der RUF klar wurde, gegen wen sie kämpfte. Danach setzte der RUF-Führer Sankoh eine Belohnung von 75.000 USD für jeden abgeschossenen EO-Hubschrauber aus. Diese konnte allerdings niemand einlösen. Im Vergleich zum Kampf gegen die 30-jährigen Kriegsveteranen in Angola beschrieben EO-Söldner den Einsatz als „Kinderspiel“; sie töteten bei minimalen eigenen Verlusten mehrere hundert RUF-Angehörige und sorgten für über 1000 Desertationen.
Nicht zuletzt aufgrund des Einsatzes von Executive Outcomes gelang es, die Rebellen dazu zu zwingen, im November 1996 das Friedensabkommen von Abidjan zu unterschreiben, so dass in Sierra Leone 1996 demokratische Wahlen durchgeführt werden konnten. Eine Bedingung des Friedensabkommen war, dass EO das Land verließ; faktisch war es der einzige Punkt des Abkommens, der tatsächlich umgesetzt wurde, auch weil die Weltbank von der Regierung Sierra Leones den Rückzug von EO verlangte.
Der Einfluss, den EO in dieser Zeit auch innenpolitisch hatte, zeigte sich in der Position des Präsidenten: Am 6. Januar 1996 putschte Julius Maada Bio erfolgreich gegen Valentine Strasser; EO wusste davon wahrscheinlich im Voraus, unternahm aber nichts, da sie Bio als den zuverlässigeren Geschäftspartner einschätzten.

#### Nachspiel
Nachdem EO sich im Januar 1997 aus dem Land zurückgezogen hatte, prophezeiten sie dem neu gewählten Präsidenten Ahmad Tejan Kabbah, dass es innerhalb von 100 Tagen einen weiteren Putsch gegen ihn geben würde. Tatsächlich gelang es Offizieren im Mai 1997, 97 Tage nach dem Abzug von EO, gegen Kabbah zu putschen und als Armed Forces Revolutionary Council (AFRC) zusammen mit der Revolutionary United Front das Land zu erobern und eine neunmonatige „Schreckensherrschaft“ zu errichten, der mehr als 30.000 Menschen zum Opfer fielen.
Während der ECOMOG-Mission der Westafrikanischen Wirtschaftsgemeinschaft in Sierra Leone unterstützte EO die nigerianische Luftwaffe mit Piloten für deren Alpha Jets und stellte den UN-Truppen eigene Kampfhubschrauber samt Besatzung zur Verfügung. EO wies aber gerne darauf hin, dass die ECOMOG-Mission trotz eines Budgets und einer Truppenstärke, die mehr als dem 20-fachen der EO-Mittel entsprach, einen Bürgerkrieg nicht verhindern und kaum eindämmen konnte. Ebenso konnte die UN-Mission UNAMSIL den Bürgerkrieg nicht beenden. Erst als auf britische Vermittlung Truppen von Sandline International, die als Subunternehmer EO in Anspruch nahmen, ins Land kamen, gelang es, die Lage militärisch zu stabilisieren und Präsident Kabah wieder ins Amt zu setzen. Nach dem Sandline-Rückzug brach der Bürgerkrieg jedoch wieder aus. Zeitweise nahmen die RUF-Kämpfer 500 UNAMSIL-Soldaten als Geiseln und erst durch massive militärische Intervention Großbritanniens konnte der Bürgerkrieg endgültig beendet werden.

### Andere Einsätze
Neben den großen und relativ bekannten Einsätzen war Executive Outcomes auch in einer großen Zahl weiterer Länder beschäftigt. Nach einem Bericht der britischen Wochenzeitung The Observer handelte es sich um mindestens 30 Länder – größtenteils afrikanische Staaten wie Kenia oder Madagaskar, aber auch in Asien, beispielsweise in Südkorea oder Malaysia. Neben diversen Regierungen in Afrika, Asien, Ozeanien und Südamerika gehörten unter anderem auch De Beers, Chevron, Rio Tinto Zinc und Texaco zu den Kunden von EO.
Executive Outcomes vertrat selbst die Auffassung: „Wir sind so etwas wie die UN für Afrika, nur mit einem kleineren Budget.“ Während des Völkermordes in Ruanda 1994 kam eine unternehmensinterne Studie zu dem Fazit, dass EO innerhalb von 14 Tagen Truppen in Ruanda und innerhalb von sechs Wochen 1500 Mann Infanterie mit Unterstützung durch Luftstreitkräfte hätte stationieren und so Schutzgebiete für Zivilisten vor Massakern errichten und somit effektiv den Völkermord hätte verhindern können. Die UN-Mission in Ruanda fand schließlich erst lange nach dem Völkermord statt und kostete mit 3 Millionen US-Dollar pro Tag ein Vielfaches der von EO avisierten 600.000 US-Dollar pro Tag.

## Auflösung und Folgen
Executive Outcomes löste sich offiziell am 1. Januar 1999 auf, da sich die südafrikanischen Gesetze gegen Söldnerunternehmen verschärft hatten. Das Büro in Pretoria arbeitete aber ebenso weiter wie die Angestellten in Sierra Leone. Dort firmierten sie dann als Angestellte des EO-Ablegers Lifeguard.
Ebenso bestanden die zahlreichen Unternehmen, die mit EO verbunden waren, fort. Darunter befand sich auch das private Militärunternehmen Sandline International, bei dessen weiteren Auftritten im Wesentlichen EO-Personal und -Ausrüstung beteiligt waren. Weltweite Bekanntheit erlangte Sandline bei einem Einsatz in Papua-Neuguinea, der vollständig mit EO-Personal und Ausrüstung durchgeführt wurde. Im Land putschte das Militär, terminierte den Vertrag mit Sandline, nahm die Söldner zeitweise als Geiseln und behielt die Ausrüstung. Die nachfolgenden und von Sandline gewonnenen Rechtsstreite waren eine der wenigen Gelegenheiten, bei denen ein Vertrag mit einem privaten Militärunternehmen bis ins Detail bekannt wurde. Der ehemalige Sandline-Chef Tim Spicer wiederum gründete im Jahr 2000 das Unternehmen Aegis Defence Services, das unter anderem Personenschutz für hohe Regierungsbeamte, US-Offizielle und UN-Mitarbeiter im Irak betreibt und dort nachrichtendienstlich aktiv ist.
Wegen eines angeblichen Putschversuches in Äquatorialguinea wurde am 23. August 2004 ein Verfahren gegen 67 ehemalige Mitglieder von Executive Outcomes, unter ihnen Simon Mann und Nick du Toit, eröffnet. Sie sollen versucht haben, Waffen aus Simbabwe nach Äquatorialguinea zu bringen, um dort den Putsch zu unterstützen. Dabei wurde auch der Sohn der ehemaligen britischen Premierministerin Margaret Thatcher, Mark Thatcher, und die spanische Regierung vom äquatorialguineischen Machthaber Teodore Obiang beschuldigt. Thatcher wurde wegen Verstoßes gegen die südafrikanische Regulation of Foreign Military Assistance Act (fälschlicherweise Anti-Söldner-Gesetz genannt) zu einer Geldstrafe von etwa 500.000 US-Dollar verurteilt und erhielt zusätzlich eine vierjährige Haftstrafe auf Bewährung. Simon Mann wurde zu einer siebenjährigen Haftstrafe im Chikurubi Prison bei Harare verurteilt. Der Südafrikaner Nick du Toit wurde in Äquatorialguinea verhaftet und zu 34 Jahren Freiheitsstrafe verurteilt, wovon er fünf Jahre und acht Monate im berüchtigten Black-Beach-Gefängnis in Einzelhaft verbüßte.

## Struktur und Personal

### Unternehmensstruktur
Nachdem es die ersten Jahre als Unternehmen in Südafrika existiert hatte, entwickelten die Männer hinter Executive Outcomes seit 1992 eine elaborierte Unternehmensstruktur. Sie schufen ein Unternehmensnetz, zu dem weitere Militärunternehmen gehörten. Unternehmen, die die notwendige Logistik lieferten und Unternehmen, welche die Rohstoffe ausbeuten konnten, um die EO kämpfte. Die Unternehmen hatten ihren Sitz offiziell in mehreren afrikanischen Ländern, Großbritannien, den Kanalinseln, den Bahamas oder Zypern, arbeiteten jedoch primär von Pretoria und London aus. Sie gingen von der Strategic Resources Group (SRG) in Pretoria, Südafrika und von Branch Energy in London aus. Obwohl rechtlich unabhängige Unternehmen und obwohl die Beteiligten jeden direkten Bezug zwischen einzelnen Teilen der Gruppen verneinten, waren diese in ihren Führungsgremien eng verflochten und arbeiteten eng zusammen. Obwohl beispielsweise Branch Energy offiziell auf den Bahamas registriert war, hatte es gemeinsam mit den anderen Londoner Teilen der Londoner Gruppe dieselbe Adresse und Telefonnummer am Plaza 107 in London.
London bot sich als wichtiger Standort an, da die Stadt als eine der Söldnerhochburgen der Welt gilt. Dafür ist maßgeblich das Verhalten der britischen Regierung gegenüber Militärunternehmen verantwortlich. Nach dem Gesetz des Vereinigten Königreichs ist es legal, britische Staatsbürger als Söldner anzuwerben, solange sich der anwerbende Staat nicht in einer kriegerischen Auseinandersetzung mit dem Vereinigten Königreich befindet. Auflagen an solche Unternehmen gibt es wenige.
Barlow leitete die SRG in Pretoria und kontrollierte von hier aus größtenteils die militärischen Operationen. Branch Energy und die dazugehörigen Unternehmen in London leiteten seine späteren britischen Teilhaber Tony Buckingham und Simon Mann. Obwohl von den Beteiligten immer abgestritten, scheint ein großer Teil der Bezahlung für EO-Einsätze erfolgt zu sein, indem die betreffenden Regierungen Branch Energy exklusive Schürfrechte in ihren Jurisdiktionen zusprachen. Selbst der UN-Berichterstatter Enrique Bernales Ballesteros kritisierte 1996 in einem Report über Sierra Leone und Angola:

„Sobald sich die Sicherheitslage in einem Land verbessert hat, beginnt die Firma offensichtlich die Konzessionen auszunutzen, die sie erhalten hat. Zu diesem Zweck setzt sie eine gewisse Anzahl Partner- und Tochterunternehmen auf, die sich im Lufttransport, Straßenbau und im Im- und Export engagieren. So gelingt es ihr, eine signifikante, wenn nicht hegemonische Stellung im Wirtschaftssystem des Landes einzunehmen, in dem sie operiert.“

Ebenso benutzte Executive Outcomes die Flugzeuge des offiziell in Malta ansässigen Charterunternehmens Ibis Air, um seine Truppen in ein Land zu bringen. Nachdem das Land befriedet war, organisierte das Konglomerat die politische Bildung, die für eine funktionierende Zivilgesellschaft nötig ist. Während der südafrikanische Teil der Unternehmungen sich 1999 auflöste und in Tochterunternehmen überging, existiert der Londoner Teil bis heute.
Oft zog Executive Outcomes sich nach einem erfolgreichen Kampfeinsatz aus einem Krisengebiet zurück. Executive Outcomes konnte in seiner Öffentlichkeitsarbeit verkünden, dass das private Militärunternehmen keine Beziehungen mehr zum Krisengebiet hatte. Faktisch übernahmen einfach andere Teile des Konglomerats, wie beispielsweise Lifeguard, die übrig gebliebenen Sicherheitsaufgaben. Meist setzten diese sogar dasselbe Personal und große Teile der vorher benutzten Ausrüstung ein. Zur Struktur gehörten selbst Unternehmen wie Falconeer und Bridge International, die die UN bei verschiedenen Gelegenheiten in Afrika unterstützten.

### Personal und Ausrüstung
Neben Barlow waren wichtige Persönlichkeiten der EO-Geschichte Tony Buckingham, Michael Grunberg und Simon Mann. Das Unternehmen unterhielt nur eine sehr kleine Zahl festangestellter Mitarbeiter, die vor allem das Büro und die Kommunikationseinheiten in Pretoria betreuten. Die eigentlichen Kampftruppen rekrutierte das Unternehmen nur für die jeweiligen Einsätze. Es konnte dabei auf eine umfangreiche Datenbank ehemaliger südafrikanischer Spezialkräfte zurückgreifen.
Die Kampftruppen bestanden überwiegend aus Schwarzafrikanern, während die Offiziere vor allem weiß waren. Insgesamt waren etwa 70 Prozent der eingesetzten Soldaten Schwarzafrikaner. Sprache innerhalb der Truppe war Afrikaans, was EO gegenüber den meisten Gegnern den Vorteil gab, dass ihre Konversation im Normalfall nicht verstanden wurde. Zu den bevorzugten Söldnern gehörten ehemalige Mitglieder der Elitetruppen des Apartheidstaates: Mitglieder der Koevoet-Einheit, die in Namibia gegen die SWAPO gekämpft hatte, des 32-Bataljons (Buffalo Battalion), der sogenannten Fremdenlegion Südafrikas, von Aufklärungseinheiten der Spezialkräfte, der 44. Fallschirmjäger-Brigade und aus den Offensivabteilungen des Civil Cooperation Bureau (CCB) sowie einzelne Angehörige der südafrikanischen Polizei. Neben der gemeinsamen Sprache gab die homogene Zusammensetzung seiner Kämpfer EO den Vorteil, dass viele Soldaten bereits vorher miteinander gekämpft und eine sehr ähnliche militärische Ausbildung durchlaufen hatten. Durch die umfangreichen Konflikte, an denen Südafrikas Apartheids-Armee beteiligt war, konnte EO mit insgesamt „mehr als 5000 Jahren Kampferfahrung“ werben und damit mehr vorweisen als die meisten regulären Streitkräfte der Erde.
Das Personal verdiente zwischen 2000 und 13.000 US-Dollar pro Monat, je nach Posten und Kampferfahrung. Das Durchschnittsgehalt eines Soldaten betrug 3500 und das eines Kampffliegers 7500 US-Dollar pro Monat. Die Gehälter lagen damit etwa fünfmal so hoch wie in der südafrikanischen Armee und zehnmal so hoch wie in den meisten anderen afrikanischen Streitkräften. Zudem zahlte EO in wesentlich stabileren Dollars und im Gegensatz zu vielen Streitkräften in Afrika auch regelmäßig und zuverlässig. EO war das erste private Militärunternehmen, das ihren Angestellten kostenlose medizinische Versorgung und eine Lebensversicherung zur Verfügung stellte. Bei größeren Einsätzen stellte das Unternehmen auch Soldaten aus den Einsatzgebieten ein, die allerdings nur ein Zehntel des Gehalts der regulären EO-Truppen bekamen. Einzige Ausnahme waren Piloten und Bodenpersonal der Kampfflugzeuge, die mitsamt den Flugzeugen aus der Ukraine geleast wurden.

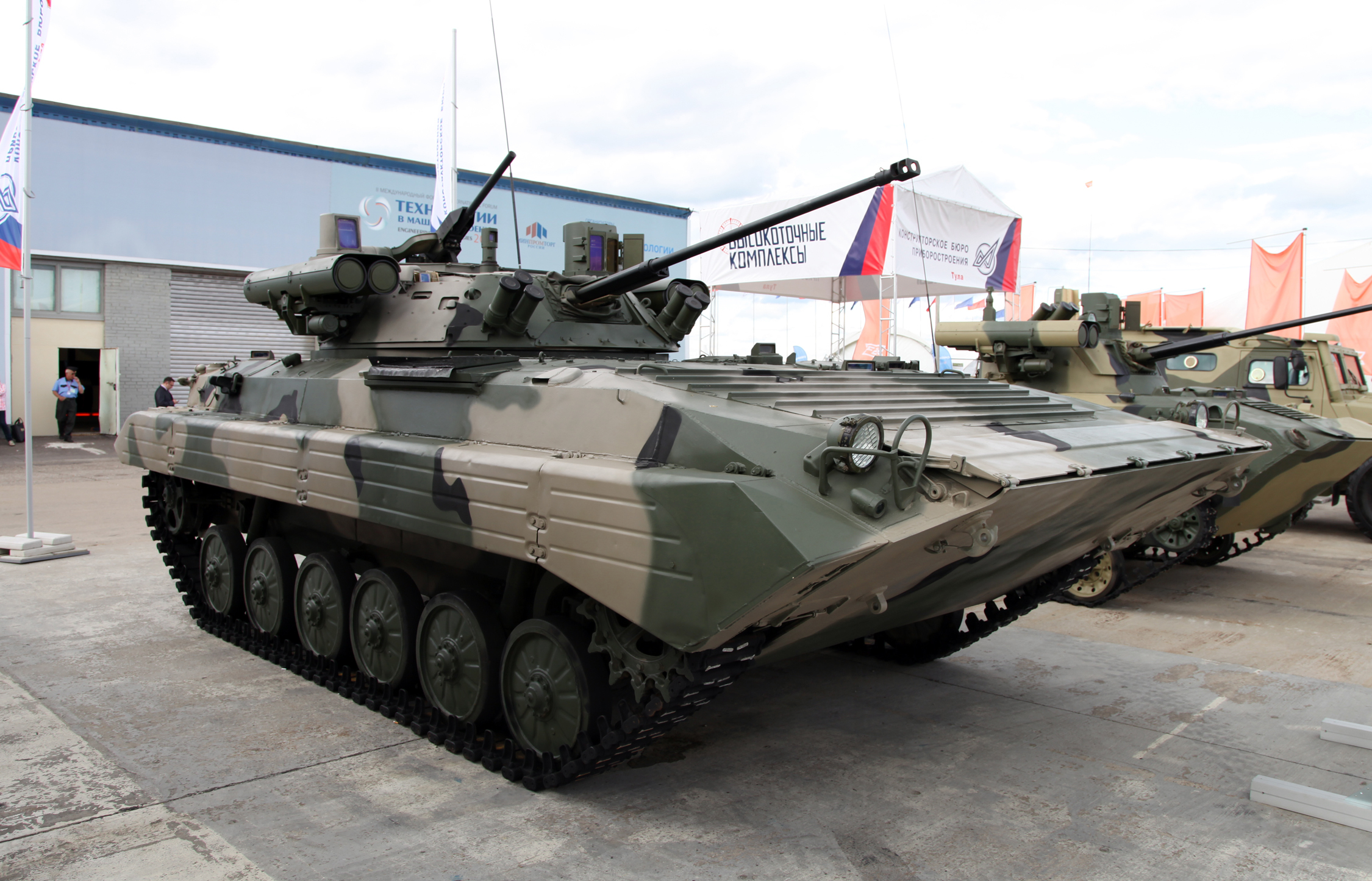
BMP-2-Schützenpanzer

Executive Outcomes benutzte mit Vorliebe Waffen, die in Staaten der ehemaligen Sowjetunion hergestellt wurden. Diese wurden während des Bestehens der Sowjetunion in hohen Stückzahlen produziert und waren nach dem Ende der Sowjetunion billig zu erwerben. Zu den am meisten eingesetzten Bodenfahrzeugen gehörten BMP-2-Schützenpanzer und gepanzerte BTR-60-Truppentransporter. Während des Einsatzes in Sierra Leone hatte das Unternehmen ein komplettes Frachtschiff gechartert, das während der Operation im Hafen von Freetown lag.
Lufttruppen hingegen stellte EO nicht direkt, sondern die Auftraggeber handelten einen zweiten Vertrag mit Ibis Air aus. Die Unternehmen arbeiteten allerdings derart eng zusammen, dass der Unterschied für Außenstehende faktisch nicht mehr auszumachen war. Zu der Ausrüstung, die Executive Outcomes oder verwandte Unternehmen benutzten, gehörten Mil-Mi-24-Kampfhubschrauber (Hind), Mil-Mi-17-Transporthubschrauber („Hip“), MiG-23-Kampfflugzeuge, Aero-L-39-Trainingsflugzeuge, Pilatus PC-7, Hawker-Siddeley-Andover-Transportflugzeuge sowie zwei Boeing 727. Zudem hatte Ibis Air die Möglichkeit, weitere Kampfflugzeuge oder -Hubschrauber kurzfristig zu leasen, so dass Ibis-Air/EO-Piloten beispielsweise auch Suchoi Su-25 und MiG-27 benutzten.

## Mitarbeiter heute
Etliche Mitarbeiter von EO sind nach der Auflösung der Firma für andere Auftraggeber mit Militärdienstleistungen auf dem afrikanischen Kontinent aktiv. Nigeria setzt nach Berichten von 2015 in seinem Kampf gegen Boko Haram südafrikanische Söldner ein. Russische Söldner wären für das Training mit neu erworbenen Geräten wie Militärhelikoptern zuständig, während die Südafrikaner als gute Ausbilder gelten würden und ihr taktisches Geschick gefragt sei.